# Kibanga (periodiskt vattendrag)
Kibanga är ett periodiskt vattendrag i Burundi.   Det ligger i provinsen Makamba, i den södra delen av landet, 100 kilometer sydost om huvudstaden Bujumbura.
Omgivningarna runt Kibanga är en mosaik av jordbruksmark och naturlig växtlighet. Runt Kibanga är det tätbefolkat, med 343 invånare per kvadratkilometer.